# Monterblanc
Monterblanc (en bretó Sterwenn) és un municipi francès, situat a la regió de Bretanya, al departament d'Ar Mor-Bihan. L'any 2008 tenia 2.850 habitants.

## Demografia
| 1962                                       | 1968  | 1975  | 1982  | 1990  | 1999  |
| ------------------------------------------ | ----- | ----- | ----- | ----- | ----- |
| 896                                        | 1.126 | 1.386 | 1.794 | 2.006 | 1.951 |
| Des de 1962: població sense dobles comptes |       |       |       |       |       |

## Administració
| Període   | Identitat        | Partit |
| --------- | ---------------- | ------ |
| 2001-2008 | Daniel Boursicot |        |
| 2008-     | Joseph Cloarec   |        |